# Te3n
Pour plus de détails, voir Fiche technique et Distribution.
Te3n (en français: Trois) est un thriller mystérieux en langue hindi indien de 2016 écrit et réalisé par Ribhu Dasgupta. Ce remake du film sud-coréen Montage de 2013 met en vedette Amitabh Bachchan, Nawazuddin Siddiqui, Sabyasachi Chakraborty, Padmavati Rao et Vidya Balan dans les rôles principaux,,. Il est sorti le 10 juin 2016. Le film fut un échec commercial au box-office.

## Synopsis
John Biswas (Amitabh Bachchan) est un grand-père de 70 ans qui se rend régulièrement au poste de police. Il cherche désespérément à retrouver le ravisseur et meurtrier de sa petite-fille Angela, décédée il y a huit ans. L'inspecteur de police Sarita Sarkar (Vidya Balan) n'a aucune idée de l'affaire. Pourtant, elle continue de chercher le coupable, bien qu'elle soit découragée par les gens qui l'entourent, et recueille lentement des preuves.
L'épouse de John, Nancy (Padmavati Rao), est malade et utilise un fauteuil roulant. Malgré ses problèmes personnels, John est déterminé à ne pas abandonner. John rencontre également régulièrement le père Martin Das (Nawazuddin Siddiqui), qui était inspecteur de police et s'occupait de l'affaire de l'enlèvement d'Angela. Le père Martin Das fait de son mieux pour résoudre l'affaire, mais la culpabilité de son échec l'oblige à quitter son emploi et à devenir prêtre.
Un jour, huit ans après cet incident tragique, un autre garçon nommé Rony est enlevé. Tout ce qui concerne l'enlèvement est parallèle à l'enlèvement d'Angela. Une enquête plus approfondie révèle que le modus operandi pour l'enlèvement de Rony est le même que celui d'Angela. L'inspecteur Sarita demande l'aide du père Martin pour résoudre l'affaire. Martin apporte son soutien en partie en fournissant des indices et Sarita, avec John, commence à enquêter sur l'affaire.
Le modus operandi étant le même, le dossier d'Angela est rouvert. Le grand-père de Rony, Manohar (Sabyasachi Chakraborty) est arrêté alors qu'il tente de fuir avec la rançon à la gare. Sarita l'interroge au poste de police, mais il dit qu'il agissait sous les ordres du véritable ravisseur.
Pendant ce temps, John reconstitue obstinément l'identité du ravisseur d'Angela à partir de petits éléments d'information qu'il recueille au cours de ses propres enquêtes. Il est finalement révélé que ces scènes se déroulent avant l'enlèvement de Rony, alors que John découvre que Manohar était celui qui avait enlevé Angela et crée par la suite un plan pour enlever Rony afin de se venger et d'obtenir justice.
Le père Martin découvre que John a enlevé Rony et le confronte. John demande à Martin d'organiser une rencontre avec Manohar. Au cours de la rencontre, John fait avouer à Manohar ses crimes. Manohar explique qu'il a enlevé Angela pour payer l'opération à cœur ouvert de sa fille.
Il est révélé qu'Angela n'a pas été assassinée : alors qu'elle était retenue captive, elle s'est échappée et est tombée accidentellement d'une hauteur sur une voiture en mouvement et est décédée. La voiture était conduite par le père Martin Das, qui a été blessé dans l'accident. Manohar est arrêté pour ses crimes. John pleure des larmes de bonheur, après avoir vengé le meurtre d'Angela, tandis que l'écran s'estompe.

## Fiche technique
- Titre : Trois
- Titre original : Te3n
- Langue : Hindi
- Réalisateur : Ribhu Dasgupta
- Pays :  Inde
- Dates de sortie :
  -  Inde : 10 juin 2016
  -  France : 14 septembre 2018 au DVD
- Dureé : 136 min

## Distribution
- Amitabh Bachchan : John Biswas

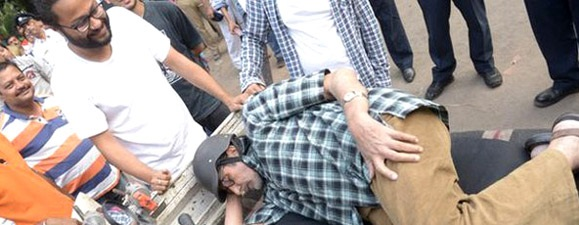
Ribhu Dasgupta (debout) avec Amitabh Bachchan, pendant le tournage de Te3n

- Nawazuddin Siddiqui : le père Martin Das
- Vidya Balan : Sarita Sharma [4]
- Sabyasachi Chakrabarty dans le rôle de Manohar Sinha
- Padmavati Rao dans le rôle de Nancy Biswas, épouse de John Biswas
- Aarnaa Sharma dans le rôle d'Angela Roy
- Tota Roy Chowdhury dans le rôle de Peter Roy, le père d'Angela
- Ricky Patel dans le rôle de Rony Poddar
- Anupam Bhattacharya dans le rôle de Hemant Poddar, le père de Rony
- Deblina Chakravorty comme Neeta, la mère de Rony
- Mukesh Chhabra comme Tariq, agent immobilier
- Prakash Belawadi dans le rôle de Kumar
- Masood Akhtar en tant que responsable de l'Imambara
- Phalguni Chatterjee en tant qu'officier LMO
- Arun Saha, commis au LMO
- Arindol Bagchi comme commis de l'orphelinat
- Antara Banerjee en mariée à l'église
- Abhipriti Das comme fille sourde et muette
- Mohammad Arif en marié à l'église
- Paritosh Sand en tant qu'ACP
- Biswajeet Das comme patron de l'église
- Indira Dutta Choudhury dans le rôle de la femme de ménage
- Sujata Ghosh dans le rôle de la gendarme
- Pratap Rana dans le rôle du péon
- Rajat Das dans le rôle du marchand ambulant
- Sagnik dans le rôle de Bhaskor
- Satyam Majumdar en tant que responsable LMO
- Suneel Sinha dans le rôle de Hari Prakash
- Soumyajit Majumdar comme manager de Hari Prakash

## Sortie
Le film est sorti sur environ 373 écrans dans divers pays, dont environ 93 écrans aux États-Unis, 80 aux Émirats arabes unis, 51 au Pakistan, 30 au Royaume-Uni, 20 au Kenya, 17 en Australie, 15 en Tanzanie, 12 au Canada, plus de 9 écrans en Malaisie et dans d'autres pays.

## Adaptation
Une adaptation officielle en jeu vidéo, TE3N - No 1 Movie based Runner Game, un jeu vidéo mobile de course est développée par Zapak.